# Sul América Esporte Clube
O Sul América Esporte Clube é um clube brasileiro de futebol da cidade de Manaus, no Estado do Amazonas. Foi fundado em 1º de maio de 1932.
Seu uniforme consiste em uma camisa com listras verticais brancas e vermelhas, com detalhes em azul, calção branco e meias brancas e o seu mascote é o Trem. Realiza as  suas partidas no Estádio Ismael Benigno, a Colina, com capacidade de 10.000 lugares. Seu campo de treinamentos é localizado no bairro da Glória, Zona Oeste da cidade, na Rua São Bento. A sede social fica na rua Cinco de Setembro, no bairro de São Raimundo.

## História

### Fundação
O Sul América foi fundado no até então bairro do São Raimundo(conhecido também como colina) por um grupo de rapazes que reunia-se na Rua 5 de Setembro, debaixo de uma mangueira, no dito bairro. Estes estavam com o ideal de fundar uma agremiação social e esportiva. Entre os nomes que verificam-se fontes, são citados como fundadores:
- Raimundo Verçosa, Walder Vieira da Costa, Hidelbrando Senna, Francisco Bernardo Senna, Anibal Corrêa Lima, Francisco Bernardo Senna, Raimundo Freitas do Nascimento, Deusdedith Reis, Luís Coelho, Basílio Felisberto, Porfírio Jacinto dos Santos, Valdemar Ennos e outros.

Há uma versão de que seus atletas haviam sido integrantes do Serra Azul, clube amador que poder ser considerado seu precursor, que utilizava um uniforme foi azul e branco. O Serra Azul não tinha sede e nem diretoria, sendo um clube existente apenas no nome e na mente de seus criadores, que poderia a qualquer hora deixar de existir. Segundo essa versão, no dia 1º de Maio, com a maioria dos jogadores do Serra Azul e alguns do São Raimundo, foi fundado o Sul América Esporte Clube.

### Nome
Criado alguns anos antes do início da Segunda Guerra Mundial por um grupo de jovens do Bairro da Glória e do São Raimundo, na Zona Oeste de Manaus,  foi pensando em criar um clube e que este valorizasse a América do Sul em seu nome, pelo lado patriótico extensivo a todos os países do continente meridional. Logo foi fundado o Sul América Esporte Clube, que só veio conquistar títulos no futebol em 1992 e 1993, quando formou um verdadeiro time de grande força com o apoio de grandes empresários locais. A primeira bandeira do clube foi feita pela Sulamericanas "Coló" e "Nena".
Outra versão para o nome é a de que o atleta Raimundo Verçosa, antigo goleiro do São Raimundo, teria sugerido o nome ao recordar de um clube argentino ou uruguaio que tinha tal nome.

### Desativação do clube
Entre 1938 e 1940, o clube foi desativado, por razões diversas, mas em 1941, o Sr. Arquiteclínio, que era cobrador de bonde da Ex-Manaus Transway se reuniu com outros senhores para reorganizar o "Trem da Colina" e pôs adiante a existência do clube. Desde então, o clube deu sequencia a muitos anos seguidos disputando o torneio estadual, sendo atualmente um dos 5 com mais participações no torneio local. A data oficial de sua reorganização é 23 de Junho de 1941.

### Retorno ao futebol
Um jornalista da década de 1950, Irisvaldo Godô, foi quem apelidou o Sul América de "Trem da Colina", pela grande rapidez de seu ataque. Aos poucos, o mascote foi sendo adotado, porém depois, na década de 70, o locutor e médico Jaime Barreto chamava o Sul América de "Lobão". Outro detalhe, mas na forma literária é a de que o amazonense em si escreve a palavra "Sulamérica" junta para designar o nome do clube, enquanto a imprensa de fora do estado escreve separado - "Sul América". Inclusive a pronúncia do amazonense há a aglutinação do pré-fixo (Sul), com o sufixo (américa). O Sulão ganhou o Torneio Início do Barezão de 1977, 1992 e 1993.
Nestes anos de bi-campeonato, o Sulão não reconheceu os adversários e foi o primeiro time de "menor" torcida a desbancar a dupla Rio-Nal dos títulos, feito este que não acontecia desde 1973, quando a extinta Rodoviária havia sido campeã. Nesta época seu diretor de futebol era o empresário Mário Cortêz, dono de uma casa de câmbio outras empresas na capital baré. Em 1991, foi ele quem mandou restaurar sua sede, pondo refeitório, dormitórios e melhorando o salão de festas, transformando o local num afeiçoado bem aconchegante lugar para se concentrar os jogadores.[carece de fontes?]

### Campeão amazonense em 1992 e a queda dos "papões"
Depois de ausentar-se em 1991 para "arrumar a casa" e com a "injeção de animo" dada pelo empresário Mario Cortez, o Sul América entrou no campeonato de 1992 para ser um dos protagonistas(longe de ser uma surpresa). O apoio financeiro o igualou a Rio Negro e Nacional que estavam numa crise da qual não mais saíram. Apesar disso, os dois "papões" ainda venceram os dois primeiros turnos do campeonato e ao Sul América coube ganhar o terceiro. Os três campeões de turno se juntaram ao São Raimundo(melhor equipe não classificada) no Quadrangular Final. O Sul América teria então a oportunidade de ser campeão enfrentando a dupla que dominava o estado e também o seu maior rival. 
No quadrado, liderado pelo técnico Nivaldo Santana e contando com os gols do jovem Bismarck, o "Trem da Colina" venceu suas três partidas, inclusive fechando sua campanha com chave de ouro vencendo o São Raimundo, seu grande rival. Além disso, o "Sulão" colocou fim na hegemonia de 19 anos da dupla Rio-Nal no estado que vinha desde o título da Rodoviária em 1973.
- 22 de Novembro de 1992 - Sul América 1x0 Nacional - Estádio Vivaldo Lima
- 29 de Novembro de 1992 - Sul América 2x1 Rio Negro - Estádio Vivaldo Lima
- 6 de Dezembro de 1992 - Sul América 1x0 São Raimundo - Estádio Vivaldo Lima

### Copa do Brasil 1993
Com o futebol amazonense em baixa e enfrentando a pior crise estrutural e financeira em sua história, coube ao Sul América, campeão amazonense de 1992, representar o estado na Copa do Brasil de Futebol de 1993. O torneio era uma oportunidade de enfrentar um grande do futebol brasileiro e quem sabe assim fazer caixa. Essa possibilidade se tornou real, quando o clube vislumbrou a chance de enfrentar o São Paulo, mas isso só aconteceria caso passasse pelo Rio Branco, então campeão acreano. O clube acabou sendo eliminado após perder em casa e empatar no Acre.
- 16 de Março de 1993 - Sul América  0x1  Rio Branco - Estádio Ismael Benigno
- 24 de Março de 1993 - Rio Branco  0x0  Sul América - Estádio José de Melo

### Bicampeão amazonense em 1993
Em 1993 aconteceram problemas internos que ameaçaram a participação do então campeão estadual. Apesar dessa dificuldade, o clube entrou em campo e foi mais forte ainda e acabou vencendo o campeonato com maior facilidade que no ano anterior, levando os dois turnos. Liderado pelo técnico Iane Jaber Jamel, outrora goleiro de bom histórico no futebol amazonense, o clube do Glória contou com os gols de Ney, um jovem talento garimpado no futebol amador manauara.

### Tempos atuais
O Sul América foi rebaixado pela primeira vez em 2014 após perder o clássico para o São Raimundo-AM por 1 a 0. Com o rebaixamento o clube se licenciou por 4 anos só retornando em 2018 para a disputa da Série B.
Na Série B de 2018 o Sul América chegou até a final onde sucumbiu para o Iranduba.
No Campeonato Amazonense de 2019 o Sul América fez uma campanha ruim e foi novamente rebaixado para a Série B.

## Rivalidades

### O grande Rival
O maior rival do Sul América é o São Raimundo-AM, do vizinho bairro do mesmo nome. A rivalidade nasceu junto com o surgimento do Sul América, quando passaram a se enfrentar nos torneios. O confronto recebe o nome de "Clássico Galo Preto" em virtude de uma época não muito longínqua onde os torcedores faziam "trabalhos" de umbanda ou "macumba" nos dois bairros. Sempre era encontrado uma galinha ou galo morto, com velas e adornos diversos, sendo constante o nome do time "perdedor" na véspera do clássico. Ainda hoje o embate faz com que aconteça um certo fenômeno no Estádio Ismael Benigno, quando se tem jogos contra o São Raimundo a torcida do Sul América vai em peso com bandeiras, foguetes e papel picado para apoiar o "Sulão", acendendo ainda mais a chama da rivalidade entre as equipes dos vizinhos bairros. Por outro lado, os "Bucheiros" do São Raimundo não faziam diferente, dando bons públicos no estádio que receber um jogo da sadia rivalidade.
Até o crescimento do São Raimundo a partir de 1997, o Sul América tinha vantagem nos confrontos diretos (23 vitórias, 15 empates e 20 derrotas). Os dois clubes juntos somaram cinco títulos nos anos 90, o bicampeonato do Sul América em 92-93 e o tricampeonato do São Raimundo de 1997-98-99. 
Considerando apenas os jogos oficiais e não oficiais com registro, a partir 1964:
- Jogos: 89
- Vitórias do Sul América: 27
- Empates: 21
- Vitórias do São Raimundo: 41
- Gols do Sul América: 100
- Gols do São Raimundo: 136

Em 2014 os dois clubes reinauguraram o Estádio Ismael Benigno que foi reconstruído para sediar treinos das seleções que vieram a Manaus disputar partidas da Copa do Mundo de Futebol. O estádio recebeu cerca de 7 mil pessoas para o confronto entre jogadores históricos das duas agremiações. Coube a Pimenta, pelo Sul América, fazer o primeiro gol do remodelado estádio.
- 3 de Julho de 2014 - Sul América 1x0 São Raimundo - Estádio Ismael Benigno

### O confronto dos Américas
Outro tradicional adversário do Sul América era o América. Com o domínio do trio Nacional, Rio Negro e Fast Clube dos anos 50 até o final dos anos 80, Sul América e América eram os clubes de Manaus, junto ao São Raimundo, que brigavam pelo quarto lugar, principalmente nos anos 70.[carece de fontes?]
Considerando apenas os jogos oficiais e não oficiais com registro, a partir 1964:
- Jogos: 88
- Vitórias do Sul América: 39
- Empates: 21
- Vitórias do América: 28
- Gols do Sul América: 132
- Gols do América 102

## Símbolos

### Cores
As cores oficiais do clube são o Azul, o Vermelho e o Branco, usando as cores da bandeira do estado do Amazonas, a combinação é a mais repetida entre os clubes do estado. O uniforme do Sul América consiste numa camisa listrada em vermelho e branco, separadas por linhas azuis. Os Shorts variam entre totalmente branco e totalmente azul.

### Mascote
Até meados dos anos 90 o mascote oficial e reconhecido do Sul América era o lobo, que apareceria sempre nos charges dos jornais locais quando se fazia menção ao clube da Colina. O lobo entrou em desuso e de forma equivocada acabou sendo trocado. Já nos anos 90, resolveram transformar uma das alcunhas da agremiação em seu mascote, o "trem da colina", deixando de ser assim um ser vivo, como é tradição, para ser um ser inanimado. 

## Grandes jogos
- Junho de 1957 - Sul América 8-0 São Raimundo[8]
- 7 de Junho de 1959 - Sul América 16-0 Guaraní
- 20 de Outubro de 2021 - Sul América 14-0 CDC Novo Aripuanã[22][23]

### Participação nas Temporadas
Era comum clubes de outros centros virem a Manaus fazerem as "temporadas" que consistiam em alguns jogos em troca de algum cachê. O Sul América participou de algumas delas:
- 11 de Abril de 1962 - Sul América  2x1 Treze
- 4 de Agosto de 1967 - Sul América  2x0 Maranhão - Estádio Gilberto Mestrinho
- 5 de Setembro de 1967 - Sul América  1x1 Millonarios - Estádio Gilberto Mestrinho[24]

### Excursões
O clube também fez suas excursões aos estados vizinhos como Acre e Rondônia, fazendo alguns jogos também no sistema de temporada:
- 19 de Maio de 1979 - Sul América  1x1  Rio Branco - Em Rio Branco[25]
- 20 de Maio de 1979 - Sul América  0x2  Juventus - Em Rio Branco[26]

## Estatísticas

### Participações
|  | Participações em 2025 |

| Competição | Competição            | Temporadas | Melhor campanha       | Estreia | Última | P | R |
| Amazonas   | Campeonato Amazonense | 62         | Campeão (1992 e 1993) | 1950    | 2019   |   | 2 |
| Amazonas   | 2ª Divisão            | 6          | Vice-campeão (2018)   | 2018    | 2025   | 1 |   |
| Brasil     | Copa do Brasil        | 1          | 1ª fase (1993)        | 1993    | 1993   |   |   |

### Retrospecto
- Copa do Brasil de Futebol - 20º lugar em 1993

Por falta de registros completos, só foram computados os anos de profissionalismo.

## Títulos
| ESTADUAIS | ESTADUAIS               | ESTADUAIS | ESTADUAIS                     |
|           | Competição              | Títulos   | Temporadas                    |
| --------- | ----------------------- | --------- | ----------------------------- |
|           | Campeonato Amazonense   | 2         | 1992 e 1993                   |
|           | Taça Estado do Amazonas | 2         | 1975, 1977                    |
|           | Torneio Início          | 5         | 1961, 1977, 1987, 1989 e 1993 |

### Futebol Feminino
- Taça Brasil: 1991
- Vice campeão da Taça Brasil: 1988